# Film drammatico

Via col vento è un dramma romantico.

Un film drammatico è un genere di film che si basa sullo sviluppo dei personaggi, dell'interazione tra essi e che tratta temi di impatto emotivo. 

## Descrizione
La definizione del genere è complessa e non ne esiste una universalmente condivisa, né dal punto di vista stilistico né tematico. È possibile darne una definizione per esclusione: i toni devono essere seri e non leggeri come nei film commedia; i sentimenti sono spesso centrali, ma non devono essere eccessivi come nel melodramma; non devono prevalere né l'azione (come nei film d'azione) né l'intreccio (come nel cinema giallo), e così via.
In un film drammatico, il pubblico è in grado di sperimentare ciò che sono i personaggi e ha la sensazione di identificarsi con loro.